# Po Dharma
Po Dharma, né le 9 octobre 1948 au village de Chất Thường (Cham: Palei Baoh Dana), Province de Ninh Thuận, et mort le 21 février 2019 à Montauban, est un historien d'origine chame du Vietnam spécialiste du peuple Cham.